# 642 Clara
Clara (asteroide 642) é um asteroide da cintura principal com um diâmetro de 33,36 quilómetros, a 2,8164089 UA. Possui uma excentricidade de 0,118776 e um período orbital de 2 086,92 dias (5,72 anos).
Clara tem uma velocidade orbital média de 16,66050054 km/s e uma inclinação de 8,14064º.
Este asteroide foi descoberto em 8 de Setembro de 1907 por Max Wolf.